# Фустат

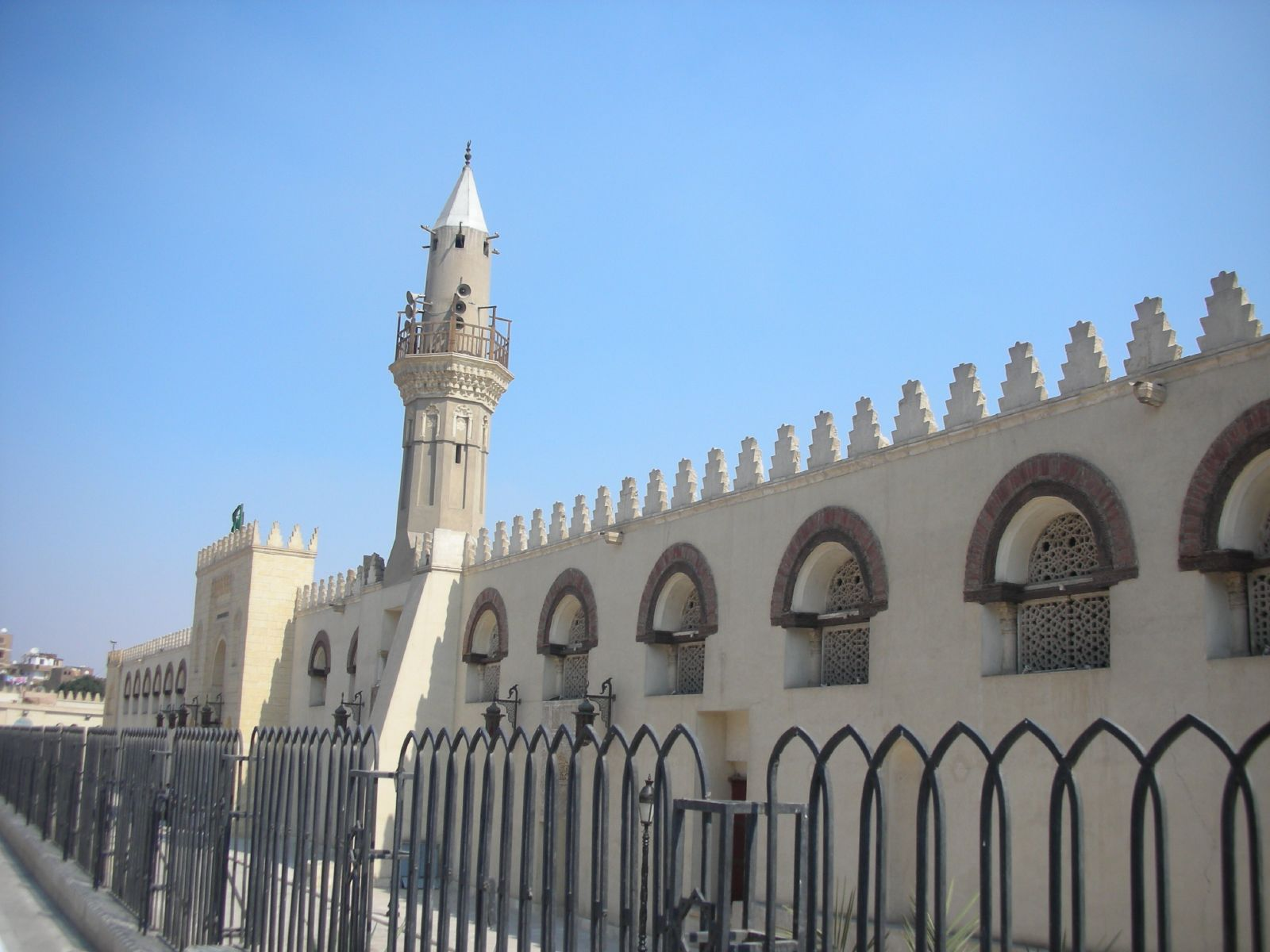
Мечеть Амра — найстаріша мечеть не лише Каїру та Єгипту, а й Африки загалом

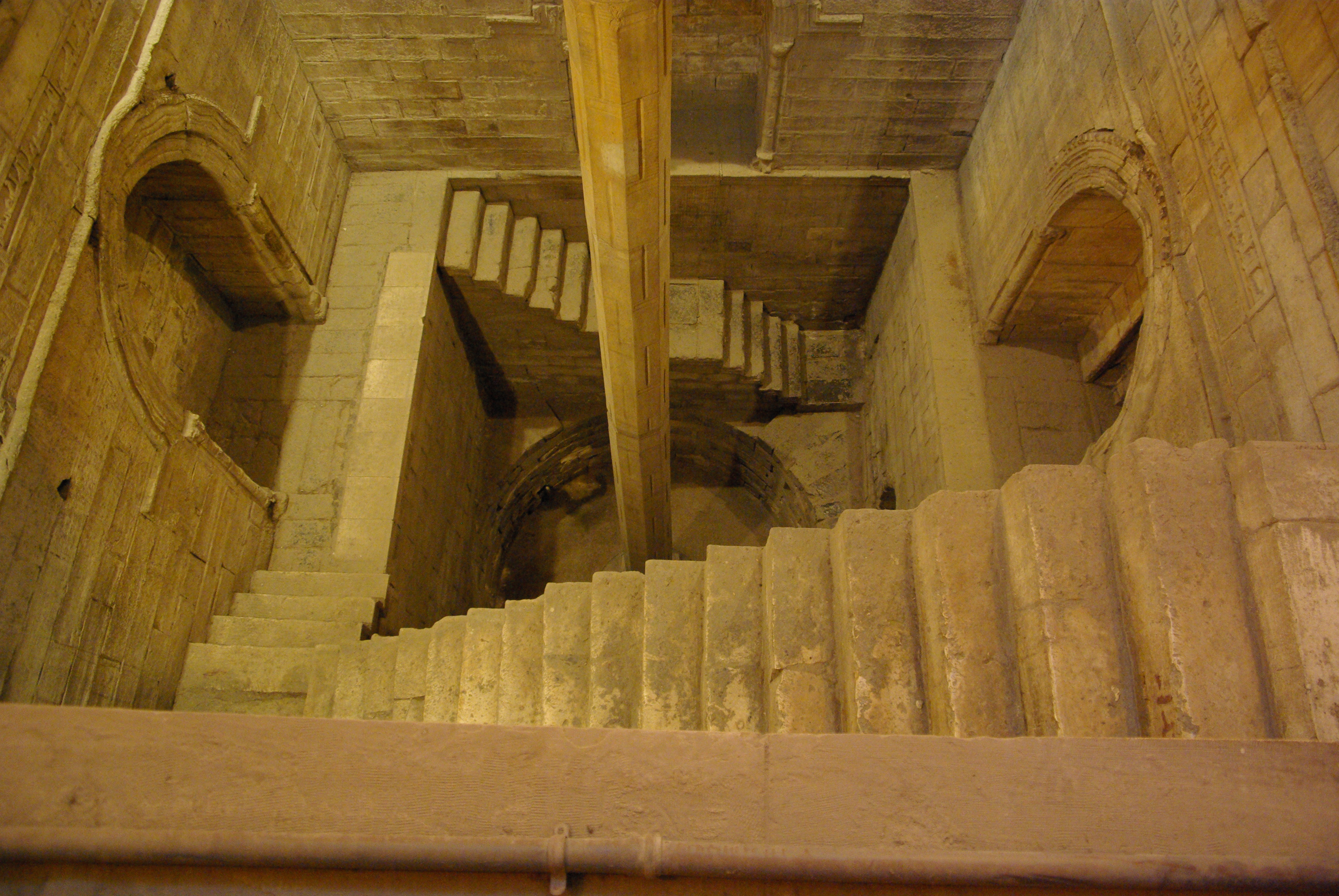
Градуйована колона і ґвинтові сходи Каїрського Нілометру

Фустат або Аль-Фустат (араб. الفسطاط) — місто-попередник сучасного Каїра, столиця Єгипту за правління Омеядів та Аббасидів. Одне з найбільших, як вважається, міст світу, як за розмірами, так і населеннями доби раннього Середньовіччя.

## Поняття і назви
Фустатом прийнято називати як первинне арабське поселення на території сучасного Каїра, так і взагалі розвиток міста-попередника до офіційної дати заснування власне Каїру (Аль-Кахіри) 969 року, тобто у другому випадку поняття Фустат охоплює також пізніші ближчі поселення (наприклад, Аль-Катаї Тулунідів). 
За історичною літературою Фустат (Аль-Фустат, Ель-Фустат) відомий також під назвами: Фустат-Міср, Вавилон, Міср тощо.  
Назва Аль-Фустат дослівно означає «укріплений намет, табір (поселення)».

## З історії міста
У 639 році в Єгипті з'являються араби на чолі з Амр ібн аль-Асом. У битві біля руїн Геліополя (640) візантійці завдають їм поразки, але вигнати з країни вже не можуть. Амр ібн аль-Ас бере в облогу фортецю, що носила назву Вавилон, і 641 року гарнізон фортеці капітулює. Зрозумівши безперспективність спротиву, візантійці самі змушені забратися з Єгипту. 
Того ж року на місці свого табору на північ від Вавилону Амр засновує нове місто Аль-Фустат (араб. الفسطاط, який власне і став столицею нової провінції Халіфату — Єгипту. Поступово його межі розширюються, зрештою місто зайняло простір між Нілом, пагорбом Яшкур та каналом Халідг. 
У місті будується перша в Африці мечеть, що збереглась дотепер і, як і раніше, носить ім'я — Мечеть Амра. Це чи не єдина культова споруда, що дійшла з тих часів, єдиною ж громадською є Каїрський Нілометр. Загалом же Аль-Фустат забудовувався хаотично, житлові будинки, зведені без жодного плану, просто скупчувалися навколо мечеті і резиденції намісника. Тож епідемії і пожежі одразу охоплювали мало не все місто.
Поряд з Фустатом, існують і залишки Вавилона, де продовжують жити християни. Також відособлено з'являється єврейський квартал (з синагогою). Однак, з часом Аль-Фустат об'єднав у собі всі ці різнорідні квартали і частини, як також і окремі спочатку містечка намісників — аббасидський Аль-Аскар і тулунідський Аль-Катаї.
У 969 Фустатом заволоділи Фатиміди, що резиденцію єгипетського намісника перенесли до центру сучасного Каїра. Фустат же продовжував залишатися велелюдним (і неукріпленим) містом аж до 1169, коли його спалили за наказом халіфського візира, щоб запобігти його захопленню християнськими арміями Аморі Єрусалимського.
До життя Фустат повернувся вже за часів правління Саладіна, вже як частина-західне передмістя Каїра. 
У теперішній час район єгипетської столиці, що міститься на місці стародавнього Фустата, має назву Старий Каїр.